# Окршај (видео-игре)
Окршај (енгл. Skirmish game) представља двобој између два играча или рачунара у некој видео-игри. Обично ово важи за стратегијске игре, али се може односити и на друге жанрове.